# موراواکا
موراواکا (به لاتین: Morawaka) یک منطقهٔ مسکونی در سری‌لانکا است که در استان جنوبی (سری‌لانکا) واقع شده‌است. موراواکا ۸۵ متر بالاتر از سطح دریا واقع شده‌است.